# Giro d'Italia de 1927
Giro d'Italia de 1927 foi a décima quinta edição da prova ciclística Giro d'Italia (Corsa Rosa), realizada entre os dias 15 de maio e 6 de junho de 1927.
A competição foi realizada em 15 etapas com um total de 3.758 km.
O vencedor foi o ciclista Alfredo Binda. Largaram 266 competidores cruzaram a linha de chegada 80 corredores.